# Fedot Alekseevič Popov
Fedot Alekseevič Popov (in russo Федот Алексеевич Попов?, noto anche come Fedot Alekseev, in russo Федот Алексеев?, e soprannominato Cholmogorec, in russo Холмогорец?, dalla sua città natale, Cholmogory; data di nascita sconosciuta – morto tra il 1648 e il 1654) è stato un esploratore russo che organizzò la prima spedizione europea attraverso lo stretto di Bering.

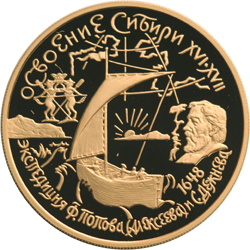
Moneta russa da 100 rubli commemorativa della spedizione di Dežnëv del 1648.

Era noto generalmente come Fedot Alekseev; solo poche fonti lo indicano come figlio di Popov. Originario di Cholmogory, era agente di Alexey Usov, uno dei membri della Gostinaya Sotnya, la più importante compagnia mercantile di Mosca. (Successivamente, in un periodo imprecisato tra il 1647 e il 1653, Usov fece una petizione affinché Popov fosse arrestato, in base al fatto che Usov lo aveva inviato in Siberia con merci del valore totale di 3500 rubli che non aveva più riportato indietro da otto anni.) Giunto in Siberia nel 1639, procedette verso est, passando per Tjumen', Tobol'sk, Tomsk, Enisejsk (1641) e Jakutsk (1642). Nel 1642 si unì a un gruppo di circa cento uomini al comando di Ivan Rebrov, discendendo la Lena fino al mare per poi risalire il fiume Olenëk, a ovest di quest'ultima. Popov aveva ventinove uomini al seguito. Due anni dopo furono sconfitti dai tungusi locali e furono costretti a fuggire discendendo il fiume. Popov e alcuni dei suoi compagni navigarono verso est fino al fiume Kolyma.
Quando arrivò a Srednekolymsk nel 1645 aveva dodici uomini con lui e, probabilmente, la sua concubina jakuta. Avendo sentito parlare di un ricco «fiume Pogycha» situato da qualche parte ad est, organizzò una spedizione per trovarlo. Dal momento che non era un funzionario statale, come guida ufficiale della spedizione venne chiamato Semën Dežnëv. Nel giugno del 1647 la spedizione, composta da cinquanta uomini su quattro koč, discese il fiume fino all'Artico, ma fu costretta a tornare indietro a causa dello spessore dei ghiacci. L'anno successivo riprovarono nuovamente. (Vedere la voce Semën Dežnëv.) In un giorno imprecisato di settembre l'equipaggio doppiò l'estremità nord-orientale dell'Asia ed entrò nell'oceano Pacifico. Il 20 settembre 1648 (secondo il calendario giuliano, il 30 settembre in quello gregoriano) Popov rimase ferito in uno scontro con i ciukci. Verso il primo di ottobre (calendario giuliano) una tempesta separò le imbarcazioni di Dežnëv e Popov e da allora non sappiamo più nulla di quest'ultimo. Nel 1653-54 Dežnëv catturò dai coriachi la sua concubina jukuta. Essa disse che Popov era morto di scorbuto, alcuni dei suoi compagni erano stati uccisi dai coriachi e gli uomini rimasti erano fuggiti su piccole imbarcazioni verso un destino sconosciuto. In base alla posizione del luogo in cui venne catturata la donna, è probabile che l'imbarcazione di Popov sia andata distrutta da qualche parte non molto a sud dell'estuario dell'Anadyr'.
Generalmente Dežnëv viene indicato come il primo europeo ad aver raggiunto lo stretto di Bering, dal momento che era il capo ufficiale della spedizione e ci ha lasciato la maggior parte dei documenti al riguardo, ma fu Popov l'organizzatore della spedizione e potrebbe aver avuto un ruolo più importante di quanto i pochi documenti rimasti sembrino indicare.

## La leggenda di Fedotov
Quando, nel 1697, Vladimir Atlasov raggiunse la Kamčatka, i nativi gli dissero che non erano i primi russi ad essere stati lì per primi. Essi affermarono che un certo «Fedotov» e i suoi uomini avevano vissuto sul fiume Nikul, un affluente del fiume Kamčatka, e avevano sposato donne del posto. I resti delle loro capanne erano ancora visibili. I nativi pensavano fossero dèi o demoni e li lasciarono in pace, ma quando videro un russo uccidere uno dei suoi compagni cambiarono idea. I russi furono attaccati e messi in fuga: alcuni di essi si diressero ad ovest, verso il mare di Ochotsk. Furono uccisi tutti, alcuni dai camciadali, altri dai coriachi.
Allora, chi era Fedotov? Sono state fatte quattro ipotesi al riguardo: 1) Gerhard Friedrich Müller pensò che fosse probabilmente il figlio di Popov, ma non offrì alcuna prova al riguardo. 2) Stepan Krašeninnikov pensò che fosse lo stesso Popov e cercò di riconciliare questo con la versione raccontata dalla donna jakuta. Anche altri studiosi hanno dato le loro versioni riguardanti l'identificazione Fedotov = Popov. 3) Potrebbe essere stato uno degli uomini smarritisi durante la spedizione di Dežnëv o un altro viaggio di esplorazione. In Siberia all'epoca erano presenti un certo Vas'ka Fedotov, alcuni uomini che usavano Fedotov come patronimico, vari Fedor e così via, che avrebbero potuto essere scambiati erroneamente per Popov. 4) Era un altro russo che non compare nei documenti giunti fino ad oggi. Tutto quello che possiamo affermare con certezza è che alcuni russi raggiunsero la Kamčatka nella seconda metà del XVII secolo e vi morirono. Chi fossero è solo materia di speculazione.